# Franco de Schwyz
El franco era la moneda del cantón suizo de Schwyz entre 1798 y 1850. Se encontraba fraccionado en 10 Batzen, cada uno de ellos a su vez se subdividía de 10 Rappen y cada uno de ellos en 20 Angster.

## Historia
El franco suizo era la moneda de la República Helvética desde 1798, en sustitución del Gulden de Schwyz que circulaba en dicho cantón. Pero la República Helvética, en 1803, cesó la acuñación de monedas, por lo que los cantones comenzaron a emitir su propio dinero. Las numismas de Schwyz fueron emitidas entre 1810 y 1846. En 1850, el franco suizo fue reintroducido, a una tasa de cambio de 1 ½ de francos suizos = 1 Franco de Schwyz.

## Monedas
En el siglo XVIII, monedas de cobre fueron emitidas en denominaciones de 1 Angster y 1 Rappen, junto con monedas de vellón valuadas en 2 Rappen, ⅔ and 2 Batzen, y monedas de plata de 4 batzen.